# Вязовый Гай (Самарская область)
Вя́зовый Гай — село в Красноармейском районе Самарской области России. Входит в состав сельского поселения Колывань.

## География
Село находится в южной части Самарской области, в пределах низкого Сыртового Заволжья, в степной зоне, на левом берегу реки Чапаевка, на расстоянии примерно 18 км (по прямой) к северу от села Красноармейское, административного центра района. Абсолютная высота — 42 м над уровнем моря.
Климат
Климат характеризуется как континентальный, засушливый, с жарким летом и холодной малоснежной зимой. Среднегодовая температура воздуха — 4,7 °С. Средняя температура воздуха самого тёплого месяца (июля) — 21,6 °C (абсолютный максимум — 41 °C); самого холодного (января) — −12,7 °C (абсолютный минимум — −46 °C). Среднегодовое количество атмосферных осадков составляет 420 мм, из которых 277 мм выпадает в период с апреля по октябрь. Снежный покров держится в течение 136 дней.
Часовой пояс
Село Вязовый Гай, как и вся Самарская область, находится в часовой зоне МСК+1. Смещение применяемого времени относительно UTC составляет +4:00.

## История
До революции село входило в состав Николаевского уезда Самарской губернии.

## Население
| 2010 |
| ---- |
| 285  |

Половой состав
По данным Всероссийской переписи населения 2010 года, в гендерной структуре населения мужчины составляли 50,9 %, женщины — соответственно 49,1 %.
Национальный состав
Согласно результатам переписи 2002 года, в национальной структуре населения русские составляли 91 % из 313 чел.

## Известные уроженцы
- Коновалов, Алексей Васильевич (1905—1994) — советский хозяйственный деятель, Герой Социалистического Труда.
- Москвителев, Николай Иванович (1926—2020) — советский военачальник, генерал-полковник авиации. Заслуженный военный лётчик СССР.

## Инфраструктура
Личное подсобное хозяйство с зоной сельскохозяйственного использования, индивидуальная застройка усадебного типа.

## Транспорт
Остановка общественного транспорта «Вязовый Гай».